# Chiloplectus
Chiloplectus är ett släkte av rundmaskar. Chiloplectus ingår i familjen Plectidae.
Släktet innehåller bara arten Chiloplectus andrassyi.